# Yamamoto Tsunetomo
Yamamoto Tsunetomo (født 11. juni 1659, død 30. november 1719) var en japansk samurai hos daimyo Nabeshima Mitsushige til dennes død i 1700. I skuffelse over ikke at måtte begå seppuku (rituelt selvmord) og over Mitsushiges efterfølger valgte Tsunetomo at blive buddhistisk præst. I 1710 begyndte en ung samurai Tashiro Tsuramoto at besøge Tsunetomo og nedskrive hans udtalelser, som i 1716 blev samlet i bogen Hagakure.
| filosofi | Spire Denne filosofiartikel er en spire som bør udbygges. Du er velkommen til at hjælpe Wikipedia ved at udvide den. |